# Csepel SC

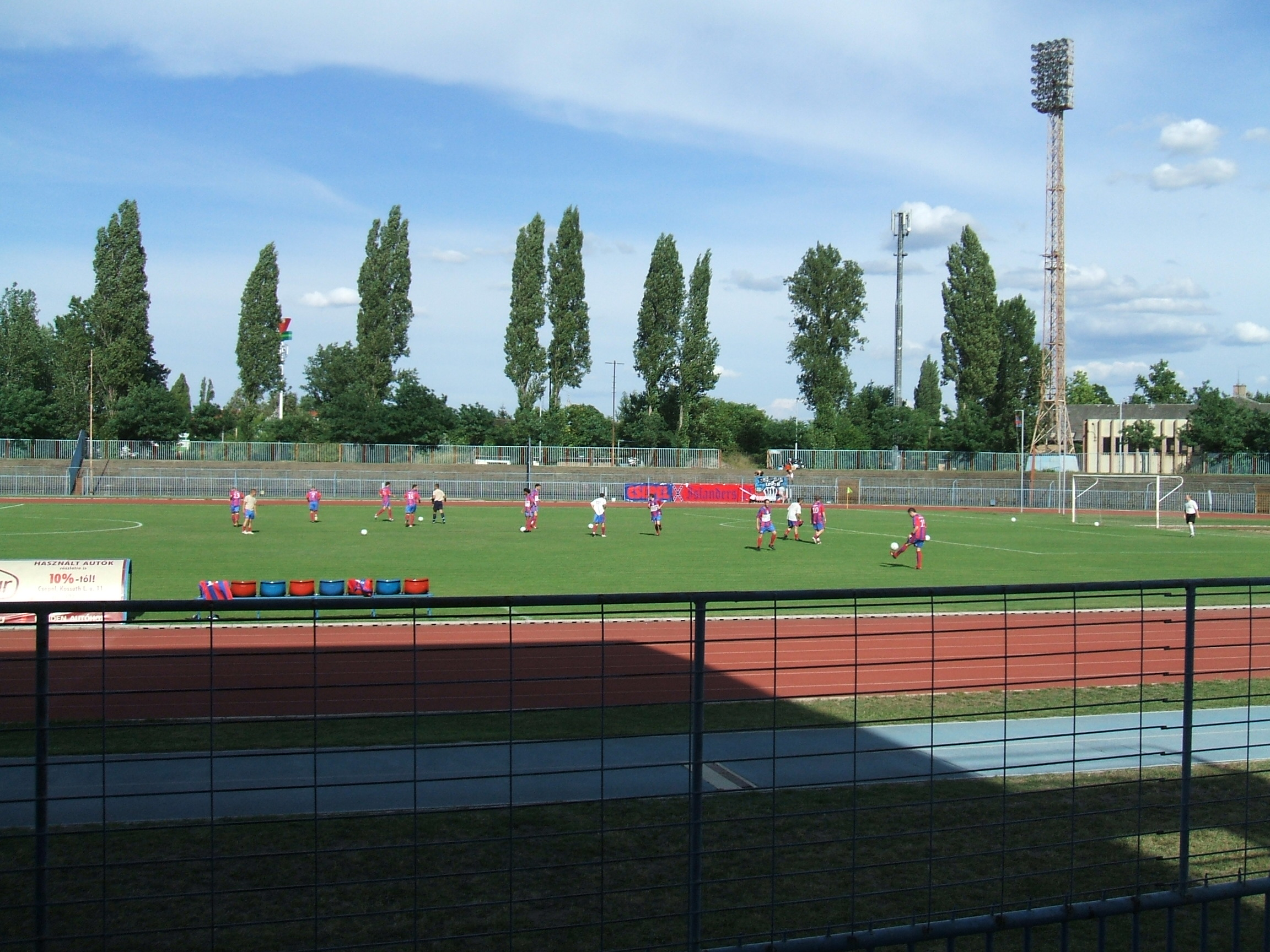
Stadion van Csepel SC

Csepel SC is een Hongaarse voetbalclub die is opgericht in 1912 en heropgericht in 2024.

## Geschiedenis
De club werd vier keer landskampioen, waarvan twee keer tijdens de Tweede Wereldoorlog onder de naam WMFC Csepel. In totaal speelde de club 51 seizoenen in de hoogste klasse. Thuiswedstrijden speelt de club in het Béke téri Stadion. In het seizoen van 2020/21 werd het stadion gebruikt door het tweede elftal van Újpest FC. Na de heroprichting van de club in 2024 kwam het uit op het derde niveau in de zuidoost-poule.

### Naamsveranderingen
- 1912: Csepel Csepeli Torna Klub
- 1932: Csepel Csepel Football Club
- 1937: Csepeli WMFC Weisz Manfréd Football Club Csepel
- 1944: Csepel Csepel Sport Club
- 1947: Csepel Csepeli Munkás Torna Egyesület
- 1950: Csepeli Vasas Csepeli Vasas Sport Egyesület
- 1958: Csepel Csepeli Sport Club
- 1993: Csepel Csepel Sport Club - Kordax
- 1996: Csepel Csepel Sport Club

## Erelijst
Landskampioen
1942, 1943, 1948, 1959

## Eindklasseringen vanaf 1996
| 8 |

| 18 |

| 20 |

| 2 |

| 20 |

| 7 |

| 4 |

| 0 |

| 0 |

| 0 |

| 0 |

| 1 |

| 8 |

| 9 |

| 7 |

| 6 |

| 8 |

| 6 |

| 6 |

| 13 |

| 14 |

| 9 |

| 9 |

| 15 |

| 2 |

| NB I | NB II | NB III | Megye I |

## Csepel in Europa
#Q = #kwalificatieronde, 1/8 = achtste finale, 1/4 = kwartfinale, 1/2 = halve finale, T/U = Thuis/Uit, W = Wedstrijd, PUC = punten UEFA coëfficiënten .
Uitslagen vanuit gezichtspunt Csepel SC
| Seizoen | Competitie  | Ronde      | Land                       | Club                | Totaalscore | 1e W    | 2e W    | PUC |
| ------- | ----------- | ---------- | -------------------------- | ------------------- | ----------- | ------- | ------- | --- |
| 1959/60 | Europacup I | Q          | Vlag van Turkije           | Fenerbahçe SK       | 3-4         | 1-1 (U) | 2-3 (T) | 1.0 |
| 1970    | Mitropacup  | 1/8        | Vlag van Oostenrijk        | Wacker Innsbruck    | 3-3 (k)     | 2-1 (U) | 1-2 (T) | 0.0 |
| 1971    | Mitropacup  | 1/8        | Vlag van Tsjecho-Slowakije | Slavia Praag        | 2-0         | 2-0 (U) | 0-0 (T) | 0.0 |
|         |             | 1/4        | Vlag van Tsjecho-Slowakije | TJ Škoda Pilsen     | 1-1 u       | 0-0 (T) | 1-1 (U) | 0.0 |
|         |             | 1/2        | Vlag van Oostenrijk        | SV Austria Salzburg | 3-4         | 2-0 (T) | 1-4 (U) | 0.0 |
| 1981    | Mitropacup  | Groep      | Vlag van Tsjecho-Slowakije | Tatran Presov       | 3-0         | 3-0 (T) | 0-0 (U) | 0.0 |
|         |             | Groep      | Vlag van Italië            | Como Calcio         | 1-2         | 0-0 (T) | 1-2 (U) | 0.0 |
|         |             | Groep (2e) | Vlag van Joegoslavië       | NK Zagreb           | 2-0         | 0-0 (U) | 2-0 (T) | 0.0 |

Totaal aantal punten voor UEFA coëfficiënten: 1.0